# Joseph Auriol
Pour les articles homonymes, voir Auriol.
Joseph Auriol, né le 25 mai 1853 à Salses (Pyrénées-Orientales), et mort le 17 avril 1889 à Dumbéa (Nouvelle-Calédonie), lieudit Koé, est un prêtre catholique français condamné aux travaux forcés en 1882. Il est accusé d'avoir empoisonné deux sœurs, paroissiennes de Nohèdes, où il exerce, après les avoir incitées à l'avoir désigné comme héritier.